# Placochela
Placochela is een muggengeslacht uit de familie van de galmuggen (Cecidomyiidae).

## Soorten
- P. ligustri - ligustergalmug (Rübsaamen, 1899)
- P. nigripes - vlierbloesemgalmug (F. Low, 1877)